# Acétylacétonate de sodium
L’acétylacétonate de sodium est un composé chimique de formule Na(O2C5H7). C'est un sel du cation sodium Na+ et de l'anion acétylacétonate C5H7O2−, base conjuguée du tautomère énolique de l'acétylacétone. Il se présente sous la forme d'un solide blanc soluble dans l'eau dans lequel le cation Na+ est lié aux centres énolate. On l'obtient par déprotonation de l'acétylacétone :
NaOH + C5H7O2H ⟶ Na(O2C5H7) + H2O.
La substance anhydre est obtenue par déprotonation de l'acétylacétone avec de l'hydrure de sodium NaH dans un solvant aprotique tel que le tétrahydrofurane (THF) :
NaH + C5H7O2H ⟶ Na(O2C5H7) + H2.
Il donne du tétraacétyléthane [C5H6O2H]2 par oxydation, par exemple sous l'action de l'iode I2 :
I2 + 2 Na(O2C5H7) ⟶ [C5H6O2H]2 + 2 NaI.
Il réagit avec les sels métalliques pour donner des acétylacétonates de métal. L'alkylation de l'acétylacétonate peut donner un éther d'énol (alkylation O) ou un dérivé 3-substitué de l'acétylacétone (alkylation C).